# Piano didattico personalizzato
Il Piano didattico personalizzato (anche noto con l'acronimo PDP oppure P.D.P.) è un documento di programmazione previsto dalla normativa italiana con il quale la scuola definisce gli interventi che intende mettere in atto nei confronti degli alunni con esigenze didattiche particolari, in particolare per gli studenti con disturbo specifico di apprendimento (DSA) o con un bisogno educativo speciale (BES) ad eccezione degli alunni con disabilità per i quali invece è previsto il Piano educativo individualizzato.

## Normativa e redazione del PDP
La normativa di riferimento è il Decreto Ministeriale 12 luglio 2011, n. 5669 del MIUR in cui nell'art. 5 dispone che: “la scuola garantisce ed esplicita, nei confronti di alunni e studenti con DSA, interventi didattici individualizzati e personalizzati, anche attraverso la redazione di un Piano didattico personalizzato, con l’indicazione degli strumenti compensativi e delle misure dispensative adottate”. Allegato al documento sono le Linee guida per il diritto allo studio degli alunni e degli studenti con disturbi specifici di apprendimento, in cui si prevede che la scuola predisponga entro il primo trimestre scolastico un documento che può assumere la forma del piano didattico personalizzato (PDP) in cui saranno esplicitate e formalizzate le attività di recupero individualizzato, le modalità didattiche personalizzate, nonché gli strumenti compensativi e le misure dispensative previste. Il documento prevede il coinvolgimento di tutti i docenti del consiglio di Classe e della famiglia degli studenti che hanno provveduto, come previsto dalla Legge 170/2010, a consegnare alla scuola la relativa diagnosi.
Il PDP dovrà contenere:
1. Dati anagrafici dell'alunno
2. Tipologia del disturbo
3. Attività didattiche individualizzate
4. Attività didattiche personalizzate
5. Strumenti compensativi utilizzati
6. Misure dispensative adottate
7. Forme di verifica e valutazione personalizzata
Per quanto riguarda invece gli alunni con un Bisogno educativo speciale con un disturbo non tutelato dalla Legge 170/2010 per i DSA e qualora non rientri neppure nelle casistiche previste dalla Legge 104/92 per la disabilità, la scuola, ai sensi della Direttiva Ministeriale del 27/12/2012, elabora un percorso individualizzato e personalizzato anche attraverso la redazione di un piano didattico personalizzato predisponendo gli strumenti compensativi e le misure dispensative previste dalle disposizioni attuative della Legge 170/2010.